# Хайдушки народни песни

## Тематични периоди
Хайдушките песни се групират в няколко основни тематични периода.
- Първият разказва за излизането в гората напролет, с нетърпение хайдутите очакват да се разлистят дърветата и около Гергьовден се събират в планините.

- Вторият период разказва за избирането на - най-личния между хайдутите, най-смелия и сърцат юнак, изборът става чрез проверка на силата, духа и качествата на всички, който е много оспорван, защото само най-достойният може да поведе дружина и да я опази. Важен момент е и полагането на хайдушката клетва за вяра и сговор, защото без дисциплина и взаимопомощ делото им е обречено на неуспех и гибел. Затова често хайдушките песни разказват за трогателните грижи, полагани за ранения другар, описват как останалите го носят на ръце, докато го укрият на сигурно място.

- Третият период е наречен „Хайдушка сватба“, защото възпява подвиг, извършен от хайдутите, преоблечени като сватбари, те влизат в село, изпатило от турските беззакония, смесват се със сватбарите и в уречен миг изваждат саби и пушки, за да накажат злосторника, а после се оттеглят в гората[1].

Чрез хaйдушките нaродни песни нaродът изрaзявa блaгодaрност, възхищение и преклонение пред смелите и героични борци зa свободa.